# Fortín

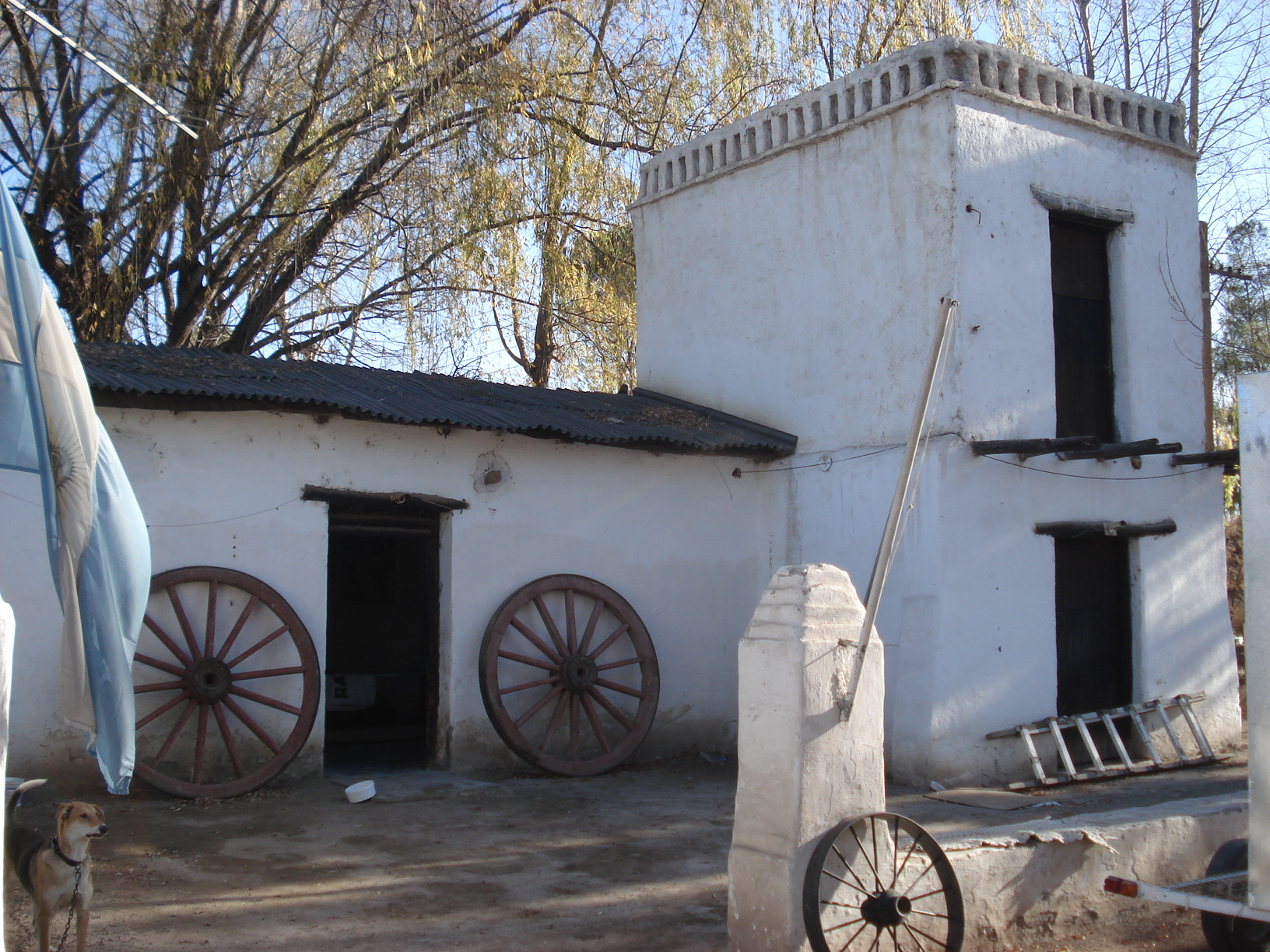
Modelo de fortín utilizado durante la Conquista del Desierto (expuesto en Cipolletti, provincia de Río Negro, Argentina).

El fortín es un tipo de fuerte pequeño, que sirve para la defensa de una ciudad.

## Arquitectura
Aunque no parece haber existido nunca un modelo único para todos los fortines, estos solían estar construidos del siguiente modo: emplazados sobre el terreno más elevado, una rústica empalizada de troncos dispuestos verticalmente («palo a pique») tal empalizada era con frecuencia el único "muro" perimetral, muro de planta rectangular que rodeaba a un recinto de unos 100 a 500 m², en el interior del recinto se ubicaban ranchos que hacían las veces de cuadras y barracas, tales ranchos generalmente eran la vivienda de la oficialidad o del comandante fortinero, la barraca de las tropas, un arsenal, una rudimentaria prisión o celda, un depósito de alimentos, un establo, más raramente existían una capilla, una enfermería e incluso una pulpería. Dentro del recinto se ubicaba un corral para la caballada y un mangrullo (torre de vigía de no más de diez metros de altura, confeccionada casi siempre con leños y recubierta en ocasiones por un techado de «sacate»), un pequeño cañón era usado con la pretensión de infundir temor a los posibles atacantes aunque la más de las veces se utilizaban sus salvas a modo de «telégrafo» para dar señales a otros fortines.
El muro perimetral, si el suelo lo permitía, estaba por su parte circundado de un foso lo más ancho y profundo posible como para detener o dificultar la acometida de fuerzas a caballo.
Los vallados perimetrales de troncos en los fortines del Chaco no eran verticales, sino inclinados sobre el foso para impedir fueran trepados por los atacantes.

## Los fortines en Argentina
En Argentina fueron el principal punto estratégico de batalla en la Conquista del Desierto. Para esto se construían «líneas de fortines» que avanzaban dentro del «desierto» (territorio no controlado por los españoles o, luego, por los criollos). Ocasionalmente esas líneas retrocedían ante los contraataques de las tribus araucanas de Chile. En tales fronteras bastante móviles los fortines solían estar entre sí unas pocas leguas (frecuentemente unos diez kilómetros o –según la medición tradicional de la legua en Argentina– «un par de leguas»). Las dos principales líneas de fortines se encontraban una al sur, en la región pampeana y el Cuyo, otra al norte, en la región chaqueña. Hacia finales de la década de 1880 la función de los fortines en la «lucha contra el indio» se volvió obsoleta.
Muchos fortines originaron luego ciudades[cita requerida], por ejemplo Tandil, Bahía Blanca, Tres Arroyos, Villa Mercedes, San Rafael, Morteros, Chascomús (Fuerte San Juan Bautista de Chascomús), San Antonio de Areco (fortín de Areco), Salto, Rojas, Lobos, Navarro, Monte, Ranchos, Chos Malal, Río Cuarto, Banderaló, General Daniel Cerri,  etc.